# Grijze vireo
De grijze vireo (Vireo vicinior) is een zangvogel uit de familie Vireonidae (vireo's).

## Verspreiding en leefgebied
Deze soort komt voor in de zuidwestelijke Verenigde Staten en noordwestelijk Mexico.

## Status
De grootte van de populatie is in 2017 geschat op 460.000 volwassen vogels. Op de Rode lijst van de IUCN heeft deze soort de status niet bedreigd.